# Vertinnen (metaal)

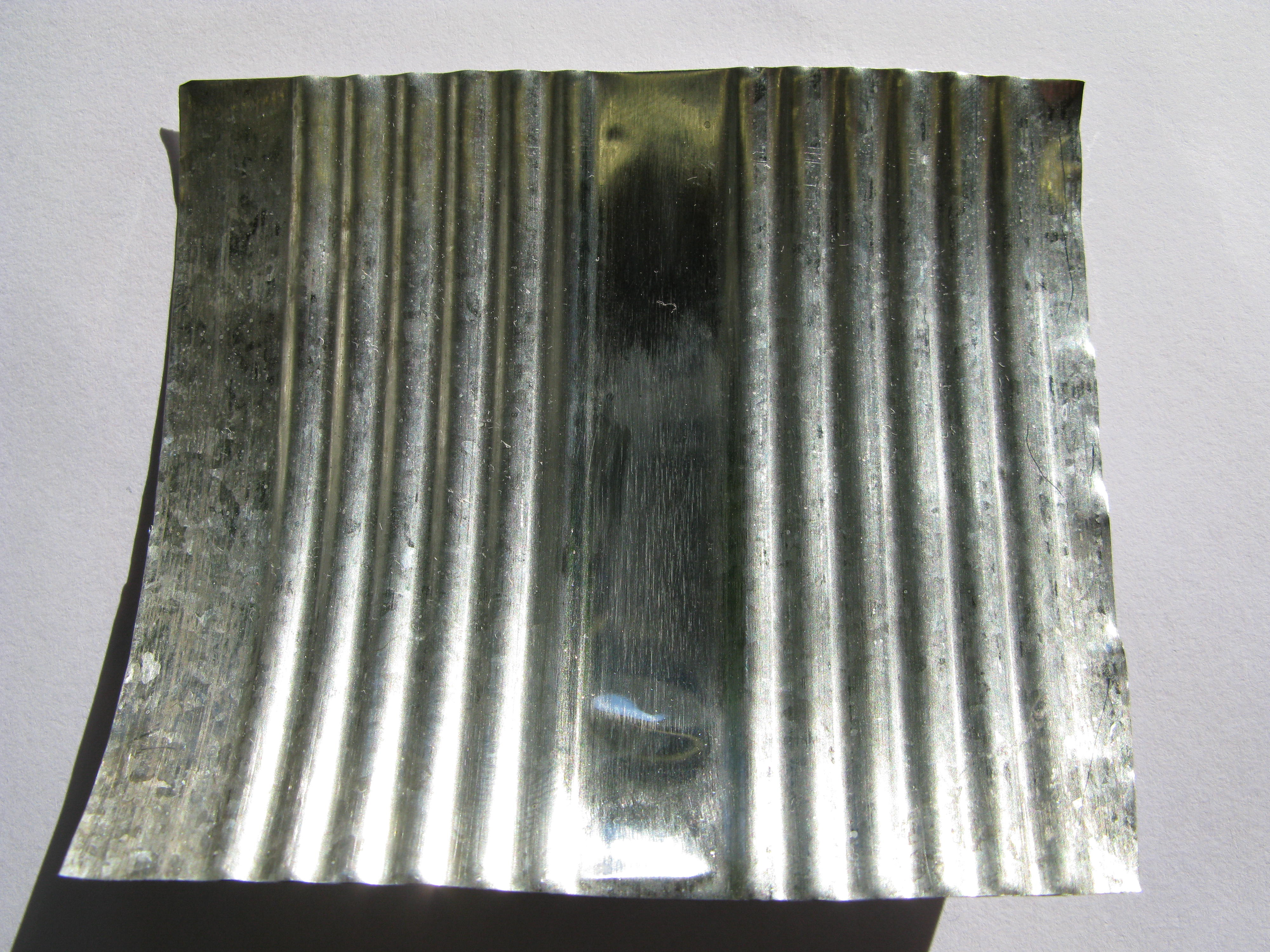
Vertinde binnenkant van een blikje

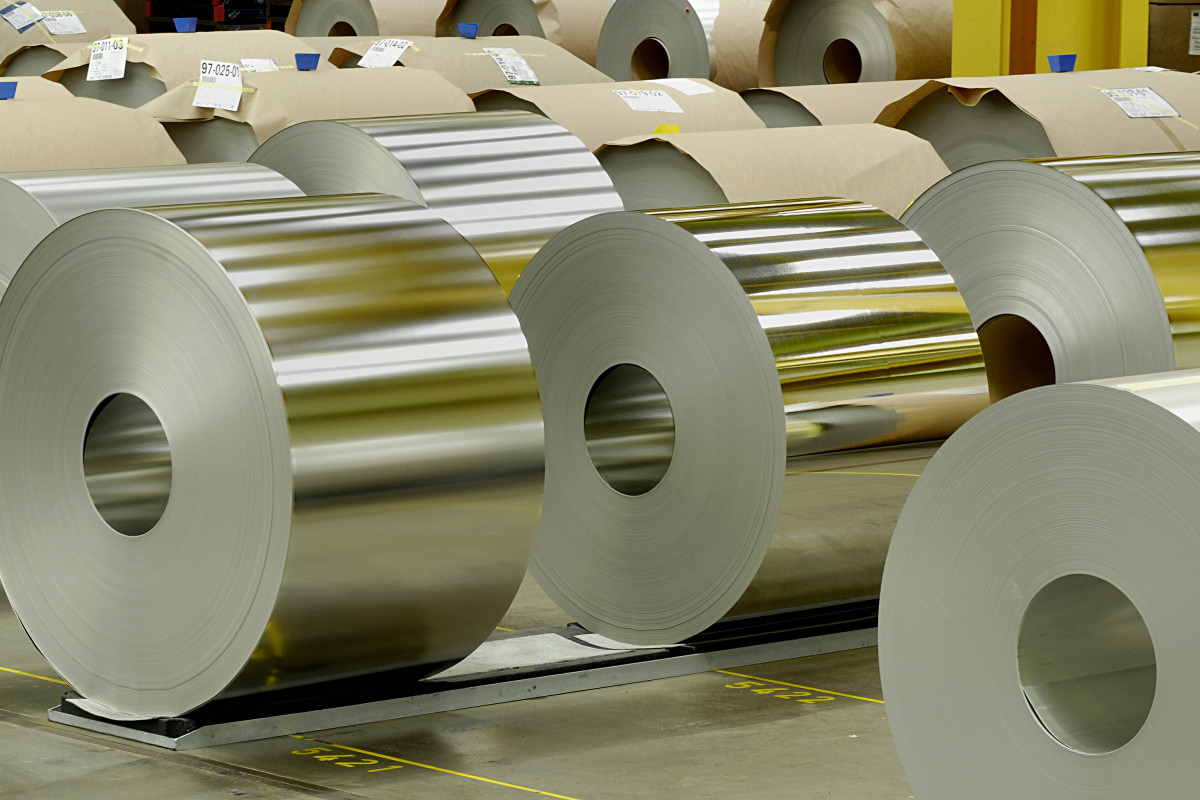
Rollen vertind staal

Vertinnen is het aanbrengen van een dun laagje tin op een metalen voorwerp.
Hoewel vertinnen het metaal beter beschermt tegen corrosie is dit niet het hoofddoel. Belangrijker zijn de verdraagzaamheid met levensmiddelen, zoals die in blik en de verwerkbaarheid bij het solderen.
Meestal worden voorwerpen van staal, koper of koperlegeringen vertind.
Het vertinnen kan op vier manieren gebeuren.

## Thermisch vertinnen
Hierbij wordt het te vertinnen voorwerp gedompeld in een bad met gesmolten tin. Bij het verwijderen van het voorwerp uit het bad blijft een laagje tin aan het oppervlak van het voorwerp kleven. Deze methode stamt al uit de oudheid en wordt nu veel toegepast bij het aanbrengen van een laagje tin op blikstaal. Hobbymatig wordt te verwijderen tin met een soldeerbout overgebracht op koperdraad.
Door het dompelen ontstaan legeringslaagjes op de grens met het verzinkte metaal, die voor een zeer goede hechting zorgen.

### De coatinglaag
De legeringslagen die zich vormen zijn, van binnen naar buiten, de gammadubbellaag, de deltalaag en de zètalaag: 
- De gammadubbellaag is, zoals de naam al doet vermoeden, eigenlijk twee lagen. Beide zijn echter zo dun dat ze zelfs onder de rasterelektronenmicroscoop (SEM) maar nauwelijks van elkaar te onderscheiden zijn. De lagen bevatten 23 tot 28% ijzer en houden een kubische kristalstructuur.
- De deltalaag, ook wel de pallisadelaag genoemd, is onder de rasterelektronenmicroscoop als een brede, donkere band te herkennen. Ze bevat 3 tot 18% ijzer en heeft een hexagonale structuur.
- De zètalaag ten slotte, ook wel floatinglaag, bestaat uit lange, rechtopstaande kristallen. Ze bestaat voor 6% tot 7,5% uit ijzer en is monoklien van structuur.
- De tinlaag zelf, die wel ètalaag of stollingslaag wordt genoemd, glimt en is licht van kleur en heeft een hexagonale structuur.

De potentiaal van de lagen wordt kleiner naarmate men dichter bij het buitenoppervlak komt, zodat de kathodische werking toeneemt en de buitenste lagen de meeste bescherming bieden.

## Galvaniseren

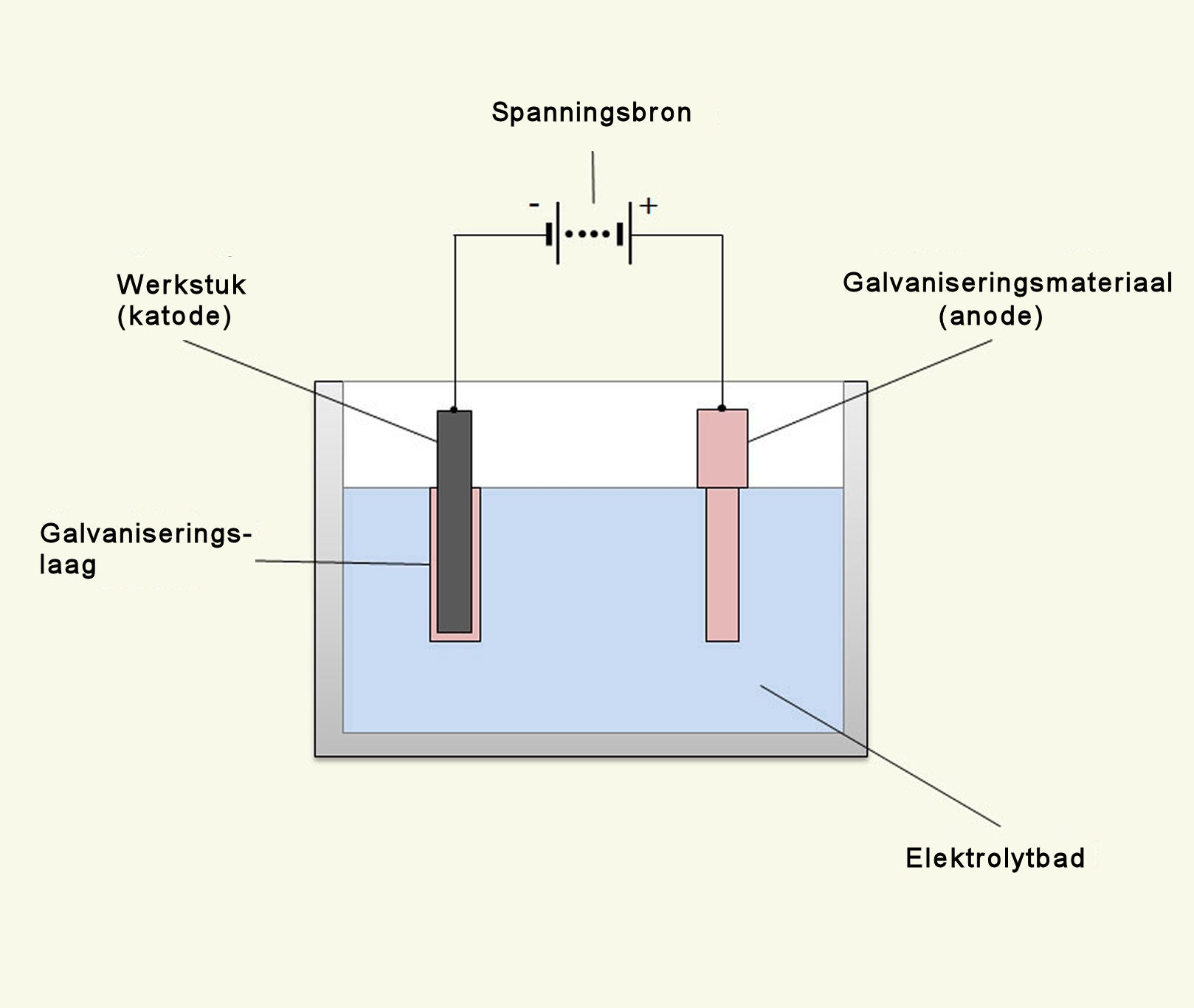
Schema van elektrochemisch vertinnen

Bij het galvaniseren wordt het voorwerp ook gedompeld in een bad, maar wordt gebruik gemaakt van elektriciteit om een voorwerp te bedekken met een laagje tin. Met de opkomst van het galvaniseren is het dompelen op de achtergrond geraakt. Met galvanisatie kunnen zeer dunne laagjes van enkele µm zink aangebracht, waardoor er minder zink nodig is dan bij het dompelen. In de levensmiddelenindustrie wordt vertinning door galvaniseren en in de elektro- en elektronica- en printplaatindustrie veel toegepast.
Tinbaden zijn er ook in verschillende soorten. Men kent zure baden op basis van zwavelzuur, methaansulfonzuur en polysulfonzuur, daarnaast worden recepturen gebruikt op basis van tetrafluoboraat en zijn er alkalische processen (de stannaat baden).
Met de behoefte om loodvrije "soldeerlagen" te maken is er een keur aan tinlegeringsbaden ontstaan. Hierbij kan men denken aan Sn/Ag, Sn/Bs, Sn/Cu, Sn/Sb enzovoort.
Sn/Co en Sn/Ni hebben een decoratieve toepassing en staan bekend als chroomvervangers. Sn/Co heeft een antracietachtige verkleuring, Sn/Ni een roze-achtige (houd maar eens een wit papier achter een verchroomde sierradiator voor de badkamer).
Tin kan ook door uitwisseling worden neergeslagen. Door substraatmetaal (bijvoorbeeld koper of aluminium) op te lossen, komen elektronen vrij, die gebruikt worden om tinionen te neutraliseren tot metallisch tin. Deze technologie wordt in hoofdzaak in de elektronica toegepast, met name wegens de (vermeende) efficiëntie en de lage kostprijs. Technische nadelen hebben de technologie echter inmiddels weer tamelijk naar de achtergrond gedrukt.

## Reflow-vertinnen
Bij deze vertinmethode wordt galvanisch vertinnen gevolgd door een hittebehandeling, waarbij de tinlaag tot smelten gebracht wordt. Hierbij worden de voordelen van galvanisch vertinnen en thermisch vertinnen gecombineerd: dunne tinlaagjes met vorming van legeringslaagjes.

## Chemisch vertinnen
Chemisch vertinnen wordt toegepast bij het vertinnen van koperplaten. Koperplaten worden hiervoor in een oplossing van een tinzout, zoals tinsulfaat, zwavelzuur en thio-ureum met glansmiddelen en oppervlakte-actieve stoffen gedompeld. De tinlaag is hierbij zeer glad en heeft een dikte van enkele µm. Door de dunne tinlaag verandert na langere tijd de tinlaag in een kopertinlegering.